# Apple M3
La serie Apple M3 es una familia de sistemas en un chip (SoC por sus siglas en inglés) desarrollada por Apple, que incluye los modelos M3, M3 Pro y M3 Max que fueron presentados el 30 de octubre de 2023, y el M3 Ultra que fue lanzado el 5 de marzo de 2025. Son la tercera generación de la arquitectura M y sucede al Apple M2.

## Arquitectura y diseño
Los chips de la serie M3 están fabricados mediante un proceso de 3 nanómetros por TSMC. Incorporan una arquitectura de CPU de 64 bits basada en ARM y un Neural Engine de 16 núcleos, optimizado para funciones de inteligencia artificial. Además, introdujeron por primera vez en Mac el trazado de rayos acelerado por hardware.

## Variantes

### M3
Es el modelo base de esta serie. Cuenta con una CPU de 8 núcleos (4 de rendimiento y 4 de eficiencia) y una GPU de hasta 10 núcleos. Admite hasta 24 GB de memoria unificada y ofrece un ancho de banda de memoria de 100 GB/s. Está destinado a dispositivos como el iMac de 24 pulgadas (modelo 2023) y el MacBook Pro de 14 pulgadas en su configuración inicial.

### M3 Pro
Representa un aumento en capacidad de cómputo frente al modelo base. Ofrece versiones con hasta 12 núcleos de CPU (6 de rendimiento y 6 de eficiencia) y GPU con hasta 18 núcleos. La memoria unificada puede alcanzar los 36 GB, con un ancho de banda de 150 GB/s. Esta variante está disponible en los modelos MacBook Pro de 14 y 16 pulgadas lanzados en 2023.

### M3 Max
Es la segunda versión más avanzada dentro de esta generación. Cuenta con configuraciones de CPU de hasta 16 núcleos (12 de rendimiento y 4 de eficiencia), y GPU con hasta 40 núcleos. Soporta hasta 128 GB de memoria unificada y un ancho de banda de 400 GB/s, lo que lo hace adecuado para flujos de trabajo de alta exigencia como edición de video en 8K, simulaciones científicas o desarrollo de software profesional. Este chip se encuentra en las configuraciones más altas del MacBook Pro de 14 y 16 pulgadas.

### M3 Ultra
Presentado en marzo de 2025, es el SoC más potente de la serie. Construido mediante la arquitectura UltraFusion, combina dos chips M3 Max a través de más de 10 000 conexiones de alta velocidad, sumando un total de 184 000 millones de transistores. Cuenta con una CPU de 32 núcleos (24 de rendimiento y 8 de eficiencia), una GPU de hasta 80 núcleos y un Neural Engine de 32 núcleos. Admite hasta 512 GB de memoria unificada con un ancho de banda de 800 GB/s. Este chip está diseñado para tareas intensivas como la ejecución de modelos de inteligencia artificial de gran escala y edición de video en 8K, y se encuentra en el Mac Studio de 2025.

## Especificaciones técnicas
| Especificación         | Apple M3                                 | Apple M3 Pro               | Apple M3 Max                | Apple M3 Ultra        |
| ---------------------- | ---------------------------------------- | -------------------------- | --------------------------- | --------------------- |
| CPU                    | 8 núcleos (4P + 4E)                      | Hasta 12 núcleos (6P + 6E) | Hasta 16 núcleos (12P + 4E) | 32 núcleos (24P + 8E) |
| GPU                    | 10 núcleos                               | Hasta 18 núcleos           | Hasta 40 núcleos            | Hasta 80 núcleos      |
| Neural Engine          | 16 núcleos                               | 16 núcleos                 | 16 núcleos                  | 32 núcleos            |
| Memoria unificada      | Hasta 24 GB                              | Hasta 36 GB                | Hasta 128 GB                | Hasta 512 GB          |
| Proceso de fabricación | 3 nm (TSMC)                              | 3 nm (TSMC)                | 3 nm (TSMC)                 | 3 nm (TSMC)           |
| Ancho de banda memoria | 100 GB/s                                 | 150 GB/s                   | 400 GB/s                    | 800 GB/s              |
| Dispositivos           | iMac (24", 2023), MacBook Pro 14" (base) | MacBook Pro 14"/16" (2023) | MacBook Pro 14"/16" (2023)  | Mac Studio (2025)     |